# Alfa Crateris
Alfa Crateris (α Crateris / α Crt / 7 Crateris), o Alkes, è una stella della costellazione del Cratere (o Coppa) di magnitudine +4,07. È la seconda stella più brillante della costellazione dopo δ Crateris, e dista 159 anni luce dal sistema solare.
Alkes dall'arabo Al-Ka's, significa «la coppa», altro nome della costellazione che si riferisce alla sua forma.

## Caratteristiche
Alkes è una gigante arancione di tipo spettrale K1III con una temperatura superficiale di 4725 K. È 66 volte più luminosa del Sole e la sua massa è circa 1,8 volte quella solare. Come le tante stelle della sua classe (es. Arturo e Aldebaran), ha terminato da tempo l'idrogeno da fondere in elio all'interno del suo nucleo, e sta ora convertendo l'elio in carbonio e ossigeno. Il suo raggio è 12 volte maggiore del raggio solare.
L'alta velocità relativa di Alkes rispetto al Sole (circa 130 km/s) indica che è una stella proveniente da una differente zona della Galassia, originaria del bulbo galattico, la parte interna della galassia ricca di metalli. La sua metallicità è simile a quella del Sole ([Fe/H] = +0,01).